# Le Troncq
Le Troncq is een gemeente in het Franse departement Eure (regio Normandië) en telt 138 inwoners (2004). De plaats maakt deel uit van het arrondissement Évreux.

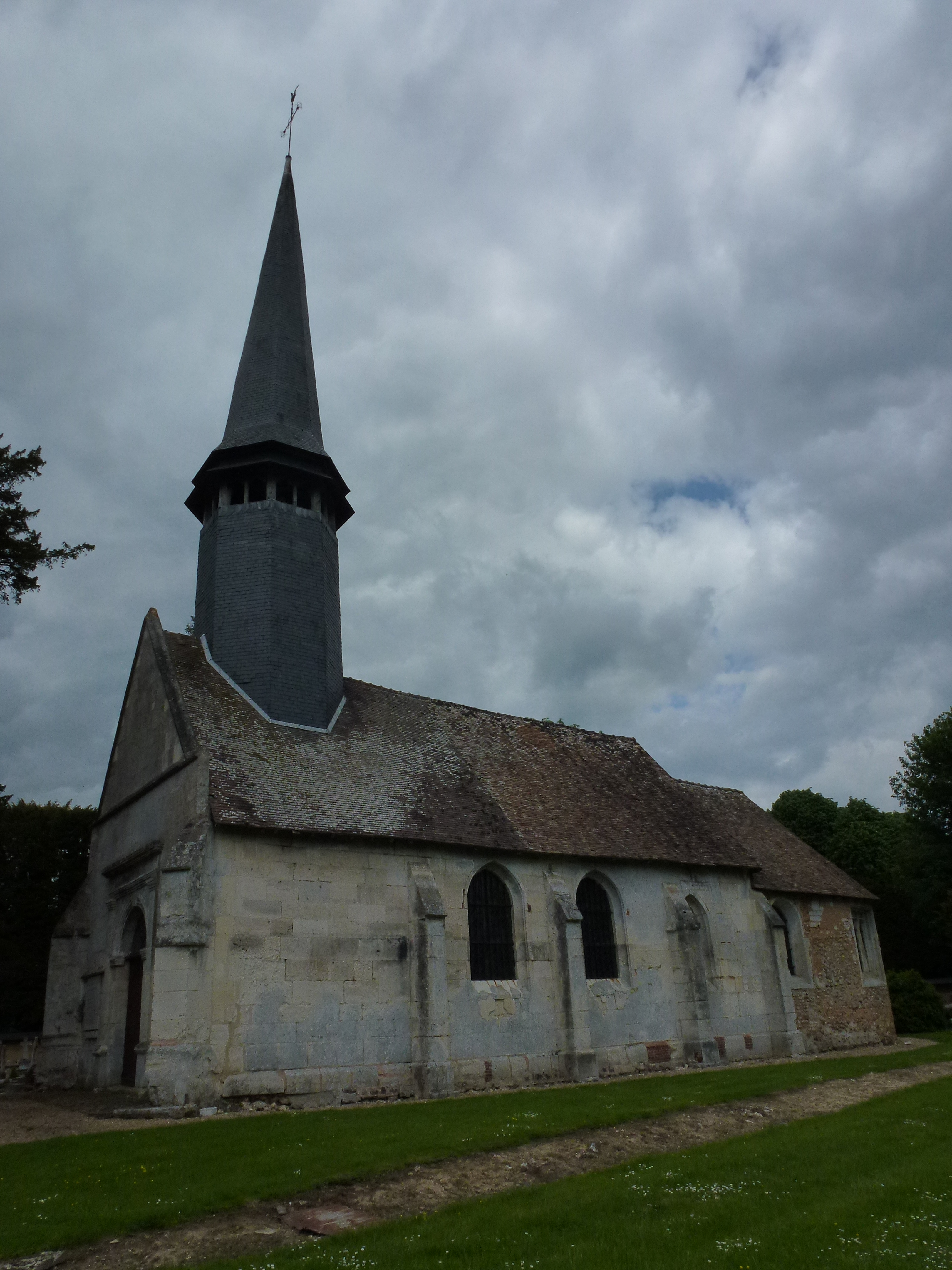
Kerk van Le Troncq
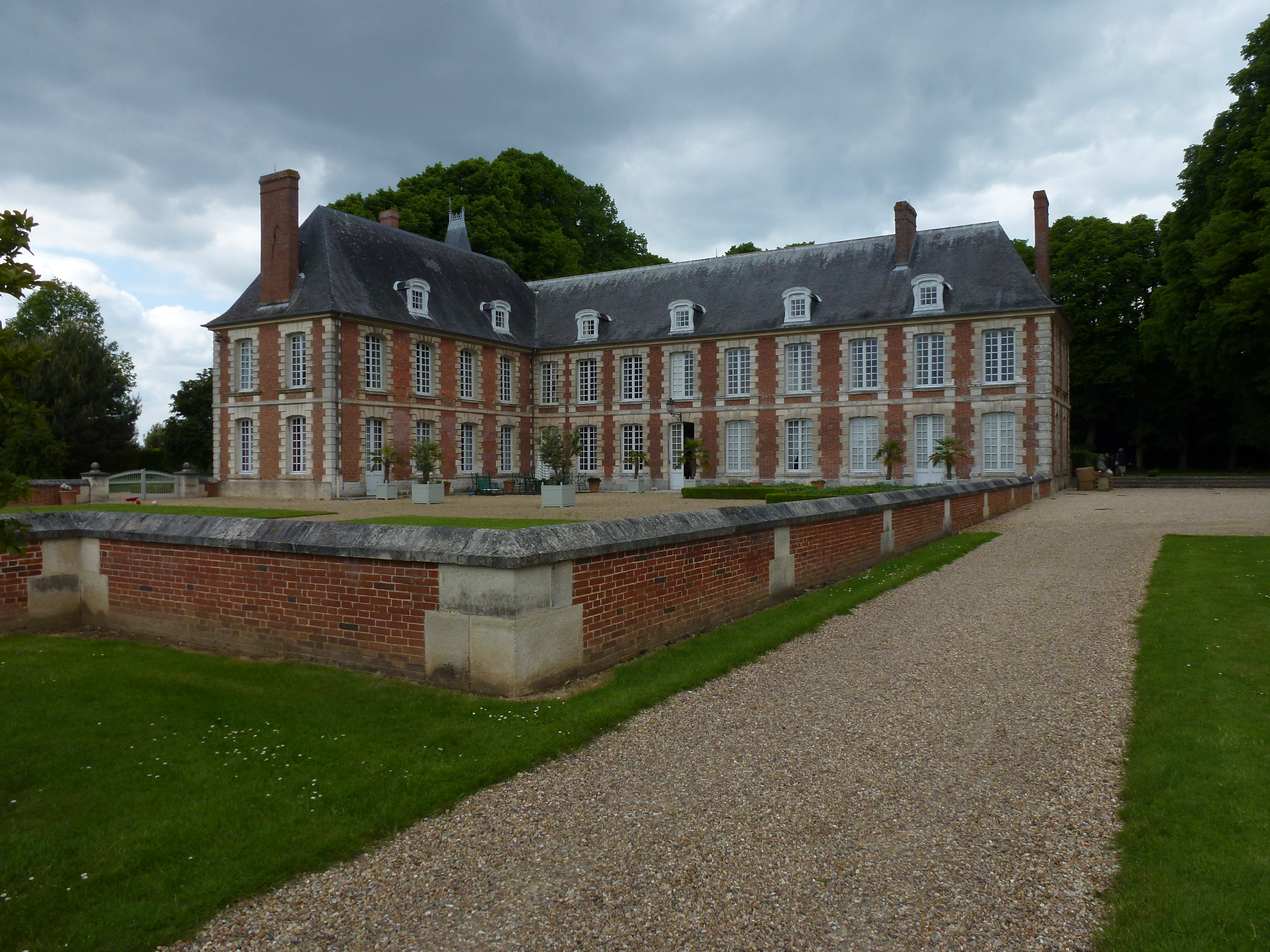
Kasteel van Le Troncq

## Geografie
De oppervlakte van Le Troncq bedraagt 4,6 km², de bevolkingsdichtheid is 30,0 inwoners per km².
De onderstaande kaart toont de ligging van Le Troncq met de belangrijkste infrastructuur en aangrenzende gemeenten.

## Demografie
Onderstaande figuur toont het verloop van het inwonertal (bron: INSEE-tellingen).